# NGC 2243
NGC 2243 (również OCL 644 lub ESO 426-SC16) – gromada otwarta znajdująca się w gwiazdozbiorze Wielkiego Psa. Odkrył ją James Dunlop 24 maja 1826 roku. Jest położona w odległości ok. 14,5 tys. lat świetlnych od Słońca.